# 광주민주화운동 민간인 암매장 사건
광주민주화운동 민간인 암매장 사건은 5·18 광주민주화운동 당시 발생한 한 시민의 의문사에 대한 진상이 가해자인 특전사 부대원의 양심선언으로 밝혀지게 된 사건이다.

## 개요
당시 7공수여단 33대대에 복무 중이던 공수여단 부대원들은 80년 5월21일 광주시 노대동 노대 남저수지 인근에서 광주를 빠져나가는 사람들을 감시.통제하기 위해 매복해 있었다. 공수여단 부대원들은 매복을 하던 중 지나가던 노부부와 청년등 민간인 4명에게 총격을 가했다.
이 과정에서 55년생으로 알려진 남자 1명이 이마에 관통상을 입어 숨졌다. 부대원들은 사상자가 민간인임을 확인하고 상부에 보고했으나 상부에서 암매장을 지시해 시신을 산으로 끌고 가 암매장하였다.
의문사규명위는 목격자 진술과 함께 양심선언을 한 남자의 동료 부대원들도 모든 사실을 인정했으며 다만 총을 들고 뛰어가면서 정지명령을 먼저 한후 서지 않자 일제히 발포한 것으로 진술했다고 덧붙였다.

## 은폐의혹
당시 중대장의 발포 명령을 받고 조준사격을 가했던 부대원은 "사살 직후 사망자의 인적사항을 상부에 무전으로 보고한 뒤, 암매장 지시를 받아 이를 실행했다"고 증언하였으나, 광주 청문회 당시 진압군 부대 지휘관들은 암매장이 없었다고 진술한 것으로 알려져 거짓증언 의혹이 제기되었다.

## 암매장 피해자
의문사진상규명위원회에서 발표한 80년 5·18 당시 진압군에 사살돼 암매장된 사람은 보성 출신 박병현씨인 것으로 밝혀졌다. 당시 박씨 살해현장에 함께 있었던 친구 김영길씨는 19일 “양심고백 내용이 당시 고향으로 함께 내려가다 변을 당한 친구 병현이를 정확히 지칭하는 것”이라고 말했다.